# صبيعات لعروسة
صبيعات لعروسة ،   أو صباع لعروسة   عبارة عن دونات جزائرية تقليدية، مقلية ومغطاة بمدقوق السكر والسكر المحبب وحتى جوز الهند. ويمكن أيضًا رشها بالعسل. تُقدم عادة مع القهوة أو الشاي.

## الأصل وأصل الكلمة
أصل هذه المعجنات من مدينة الجزائر. اسمها يأتي من الكلمة اللهجة الجزائرية العربية، صبيعات لعروسة، والتي تعني حرفيًا " أصابع العروس "، بسبب شكلها الذي يشبه الأصابع، ولكن أيضًا لأن هذه المعجنات كانت في ذلك الوقت أول كعكة يتعين على العروس الجديدة صنعها.